# Aksai (Dagestan)
Aksai (russisch Аксай, englisch Aksay, kumykisch Яхсай) ist ein Dorf (selo) im nordkaukasischen Dagestan (Russland) mit knapp 10.000 Einwohnern.

## Geographie
Das Dorf Aksai liegt zu beiden Seiten des gleichnamigen Flusses Aksai. Es befindet sich nahe der Grenze zu Tschetschenien und etwa zehn Kilometer nordwestlich von Chassawjurt, der Hauptstadt des Rajons Chassawjurtowski.

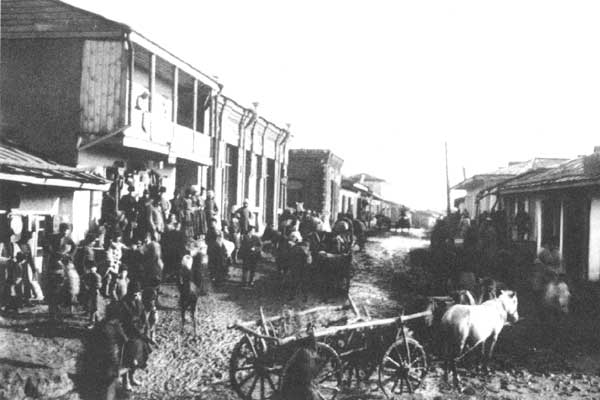
Straßenszene (1904)
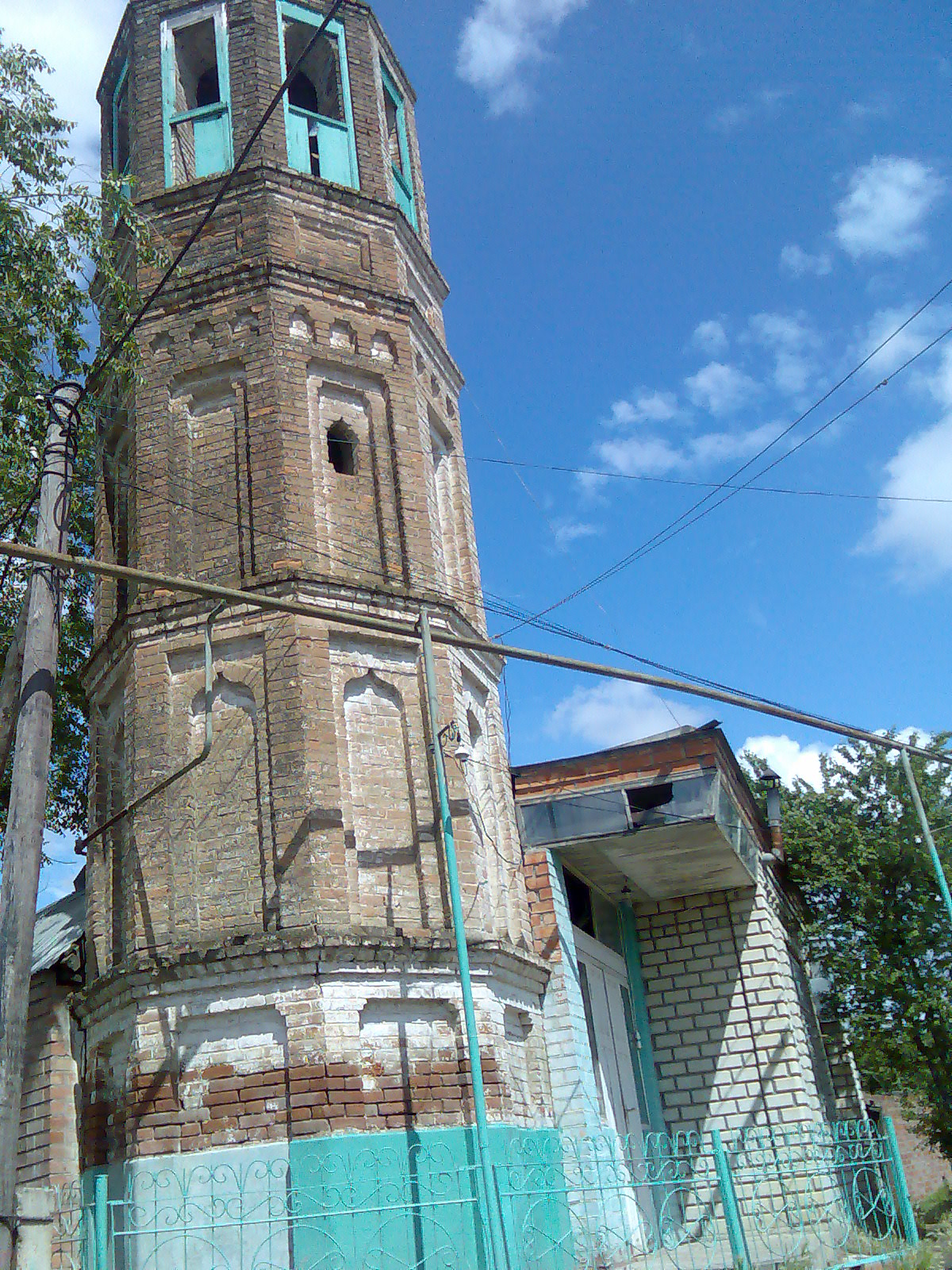
Moschee (2015)
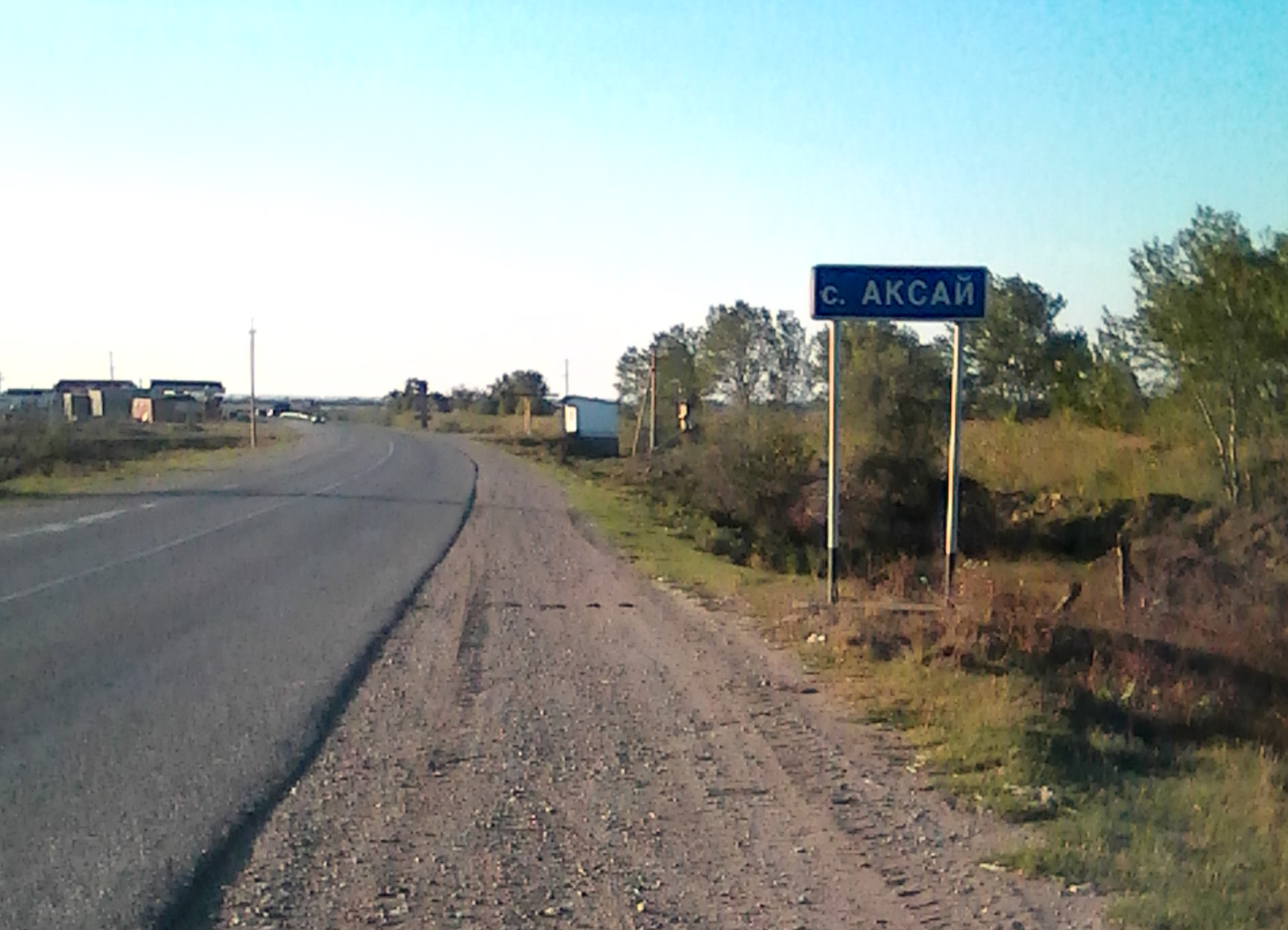
Ortstafel (2015)

## Geschichte
Das Dorf entstand vermutlich in der zweiten Hälfte des 17. Jahrhunderts und trug ursprünglich den Namen Taschgetschuw (russisch Ташгечув, deutsch ‚Steinfurt‘, englisch Tashgechiv). Im Jahr 1825 wurde das etwa fünfzehn Kilometer südlich gelegene Dorf Old Aksai (43° 14′ 9,3″ N, 46° 25′ 7,2″ O) von zaristischen Truppen zerstört und die Bewohner umgesiedelt, sodass die Ortschaft fortan New Aksai genannt wurde.
Bei der Parlamentswahl in Russland 2021 erreichte die Partei Die Grünen nach dem amtlichen Endergebnis 98 Prozent der Stimmen, die Partei Gerechtes Russland kam auf 1,5 Prozent der Stimmen. Die Regierungspartei Einiges Russland erhielt demnach von den 1.650 Wählern keine einzige Stimme. Beobachter bewerten das Ergebnis als misslungenen Versuch der Wahlfälschung zugunsten der Regierungspartei.

## Bevölkerung
Die geschätzte Wohnbevölkerung lag am 1. Januar 2021 bei 9.821 Personen. Bei der Volkszählung im Jahr 2010 bestand die Bevölkerung vor allem aus Kumyken (54 Prozent), Awaren (26 Prozent), Andiern (elf Prozent), Tschetschenen (vier Prozent) und Laken (zwei Prozent).

## Söhne und Töchter der Stadt
- Chassai-Chan Mussajewitsch Uzmijew (1808–1867), General
- Raschid-Chan Sabitowitsch Kaplanow (1883–1937), Politiker
- Abdulchakim Issakowitsch Ismailow (1916–2010), Soldat
- Sultan Mirsajew (geb. 1964), Geistlicher